# Porto Seguro

Porto Seguro este un oraș în statul Bahia (BA) din Brazilia.